# Камйонка (Любуське воєводство)
Камйонка (пол. Kamionka) — село в Польщі, у гміні Новоґруд-Бобжанський Зеленогурського повіту Любуського воєводства.
Населення — 135 осіб (2011).
У 1975-1998 роках село належало до Зеленогурського воєводства.

## Демографія
Демографічна структура станом на 31 березня 2011 року:
|          | Загалом | Допрацездатний вік | Працездатний вік | Постпрацездатний вік |
| -------- | ------- | ------------------ | ---------------- | -------------------- |
| Чоловіки | 73      | 16                 | 54               | 3                    |
| Жінки    | 62      | 11                 | 39               | 12                   |
| Разом    | 135     | 27                 | 93               | 15                   |